# 凡勿站
凡勿站（：／ Beommul yeok */?）是大邱地鐵3號線沿線的一座高架車站，位於韓國大邱廣域市壽城區凡勿洞。

## 車站結構
站體為2面2線側式月台的高架車站，候車月台設有半高式月台門，並有4處出口。

### 月台配置
| 池山 ↑ |
| \| 上  |
| ↓ 龍池 |

| 月台 | 路線               | 目的地                           |
| ---- | ------------------ | -------------------------------- |
| 上行 | ●大邱都市鐵道3號線 | 池山、兒童會館、漆谷慶大醫院方向 |
| 下行 | ●大邱都市鐵道3號線 | 龍池方向                         |

## 歷史
- 2015年4月23日：開通啟用。

## 車站周邊
- 水星消防署
- 東亞百貨（朝鲜语：동아백화점）壽城店
- 大邱壽城CGV
- 大邱銀行池山分行
- 友利銀行凡勿洞分行
- NH農協銀行（朝鲜语：NH농협은행）凡勿分行

## 圖片

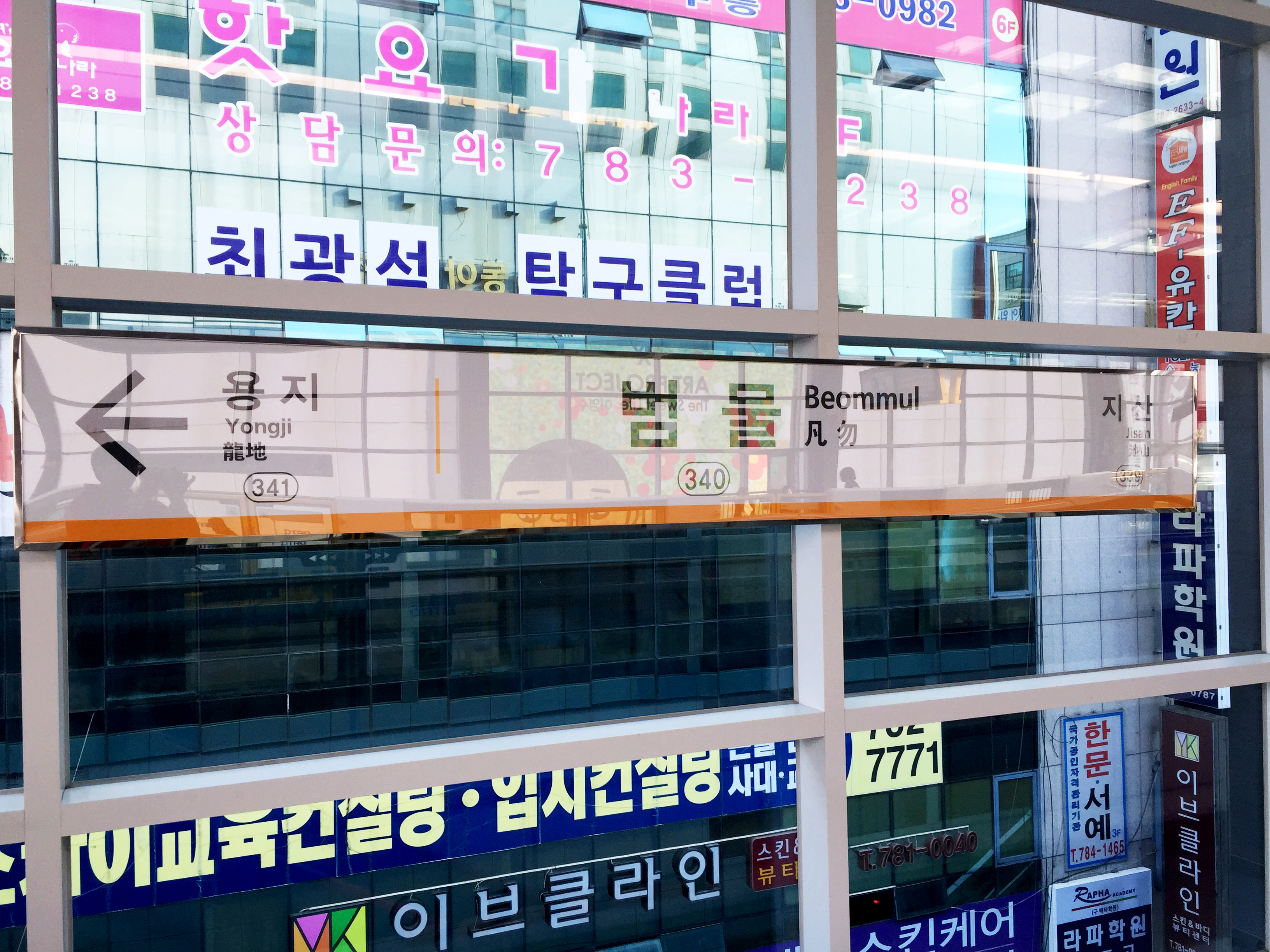
站名牌
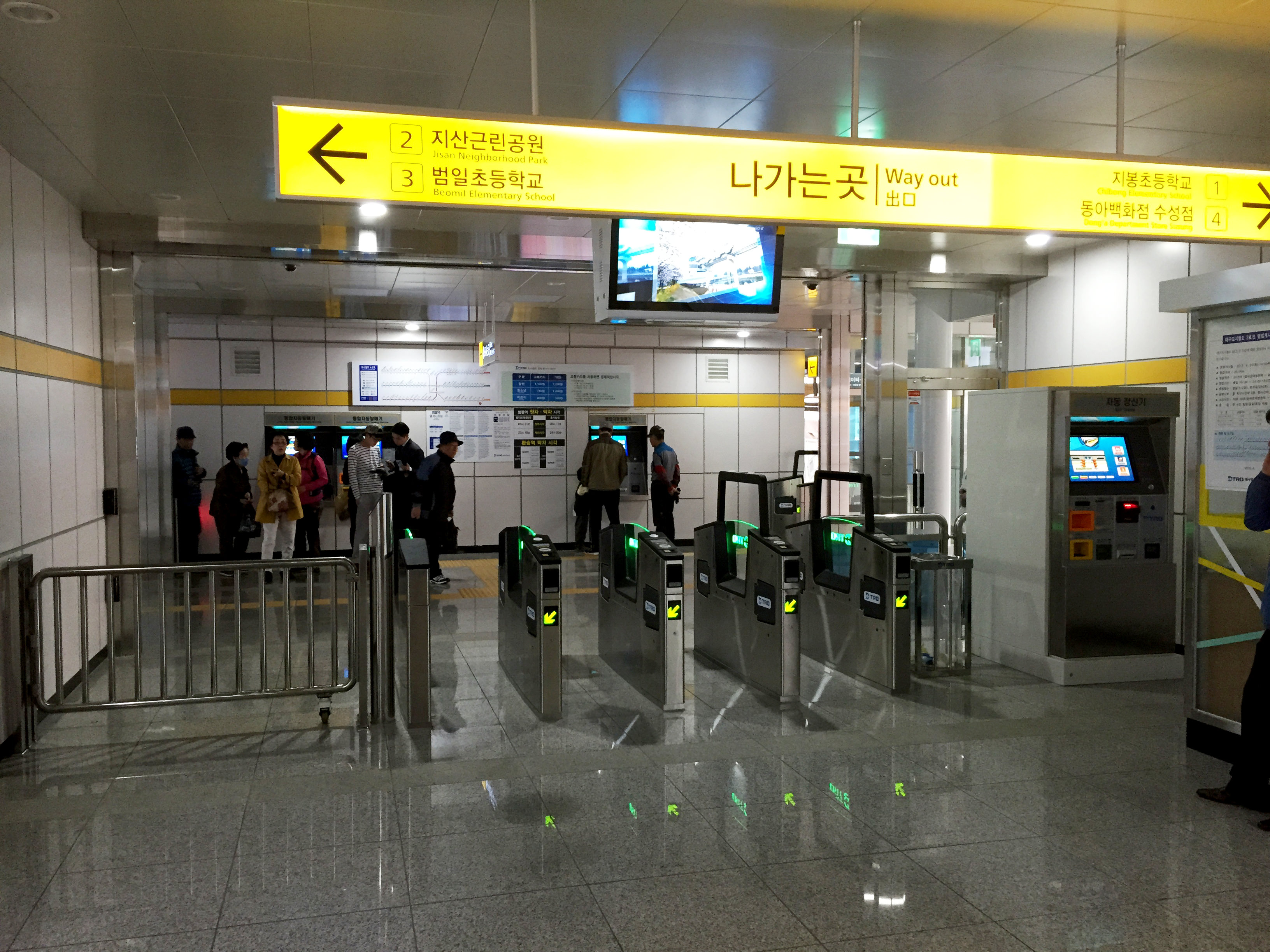
剪票閘口
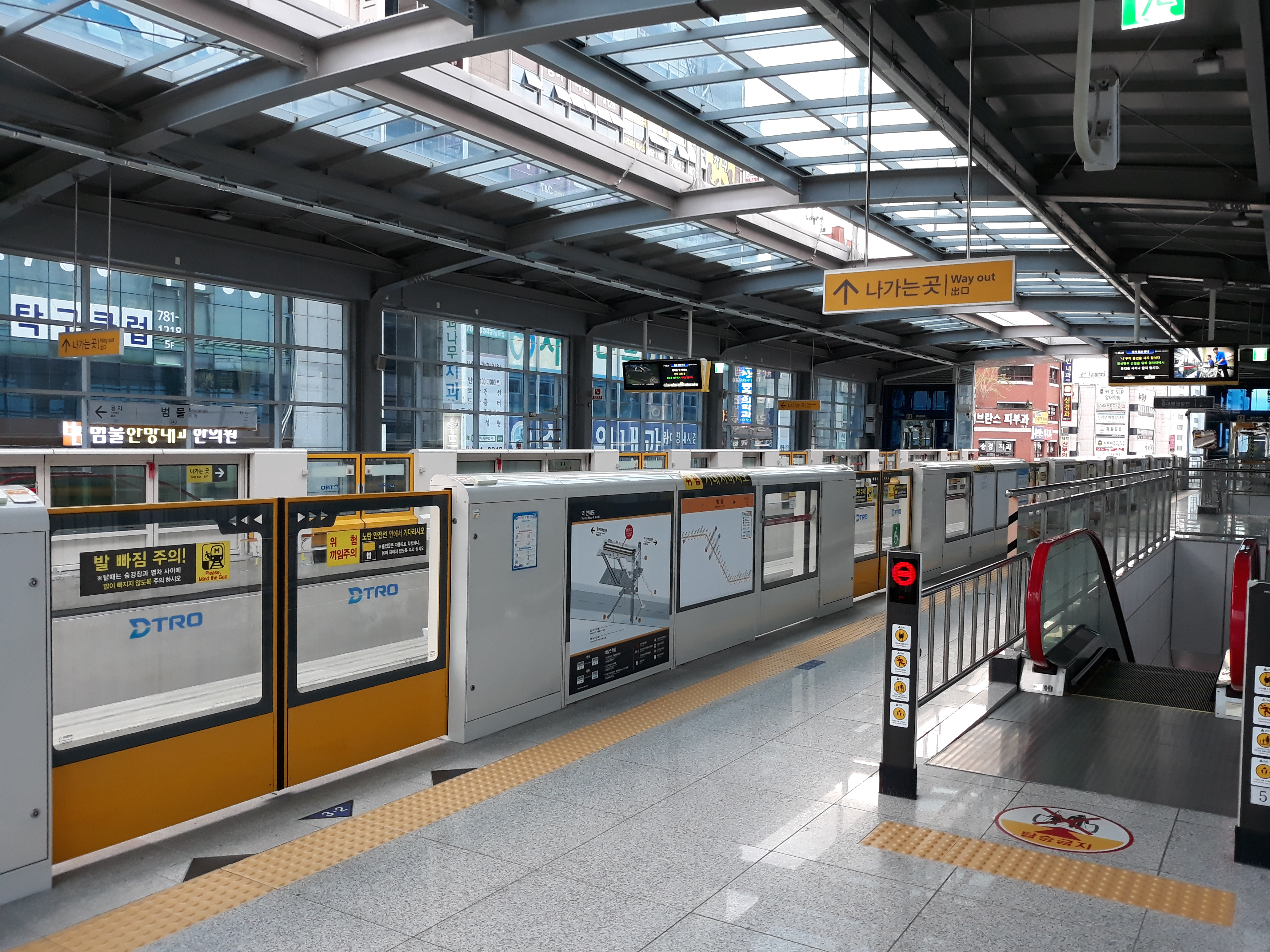
候車月台

## 相鄰車站
大邱都市鐵道公社
●大邱都市鐵道3號線
池山（339）－凡勿（340）－龍池（341）